# Cross merchandising
Cross merchandising – praktyka polegająca na prezentowaniu produktów z różnych kategorii (działów sklepu) razem, aby wygenerować dodatkowy zysk, który nazywany jest często add-on-sales. Metoda ta jest często wdrażana w połączeniu z innymi praktykami nakierowanymi na klienta.
Dobór produktów w większości środowisk handlowych opiera się na grupach docelowych. Niektóre sklepy starają się zatem stworzyć bardziej ukierunkowany, węższy obraz kupującego, jak na przykład: studenci, technicy, matka grającego w piłkę dziecka. Wszystko po to, aby łatwiej zaprezentować kilka produktów z różnych kategorii w jednym miejscu.
- Displaye zatem mogą eksponować całkowity ubiór, a witryna kompletny zestaw mebli ogrodowych.
- Merchandising natomiast stara się pozycjonować różne produkty (w taki sam sposób jak przy podziale na różne kategorie), ale w przemyślany sposób zestawione razem np.: baterie obok elektronicznych gadżetów, rękawice ogrodowe obok narzędzi do pielęgnacji roślin, kalendarze ze zdjęciami wiatraków obok książek o Holandii etc.